# Glyptopetalum scherocarpum
Glyptopetalum scherocarpum är en benvedsväxtart som först beskrevs av Kurz, och fick sitt nu gällande namn av Lawson. Glyptopetalum scherocarpum ingår i släktet Glyptopetalum och familjen Celastraceae. Inga underarter finns listade.